# Carlo Monni
Carlo Monni (né à Campi Bisenzio le 23 octobre 1943  et mort à Florence le 19 mai 2013) est un acteur  italien. 

## Biographie
Né à Campi Bisenzio, Florence, Monni a commencé son activité artistique au début des années 1970, en tant qu'acteur dans le théâtre comique vernaculaire toscan. Après avoir joué quelques rôles mineurs dans  des films à petit budget, la popularité arrive dans la seconde moitié des années 1970, en tant que faire-valoir de son ami Roberto Benigni dans une série d'œuvres de théâtre, d'émissions de télévision et de films à succès ( Berlinguer ti voglio bene, Pipicacadodo, Tu mi turbi, Non ci resta che piangere ). Depuis, Monni poursuit une carrière  d'acteur de genre, vantant plus de 300 apparitions entre le cinéma et le théâtre .

## Filmographie partielle
- 1973 : Des Dollars plein la gueule de Mario Bianchi : Strappaganasce
- 1974 : Il sapròfita de Sergio Nasca
- 1978 : Berlinguer ti voglio bene de Giuseppe Bertolucci
- 1978 : Rock'n Roll de Vittorio De Sisti
- 1979 : Ciao nì! de Paolo Poeti
- 1979 : Pipicacadodo (Chiedo asilo) de Marco Ferreri
- 1980 : Contamination de Luigi Cozzi
- 1981 : Storie di ordinaria follia de Marco Ferreri
- 1981 : Il minestrone de Sergio Citti
- 1981 : Bim bum bam de Aurelio Chiesa
- 1981 :  I carabbinieri de Francesco Massaro
- 1982 : Il buon soldato de Franco Brusati
- 1982 : Assassinio al cimitero etrusco de Sergio Martino et Christian Plummer
- 1982 : No grazie, il caffè mi rende nervoso de Lodovico Gasparini (1982)
- 1982 : Il paramedico de Sergio Nasca
- 1983 : Io con te non ci sto più de Gianni Amico
- 1983 : Tu mi turbi de Roberto Benigni
- 1983 : Effetti personali de Giuseppe Bertolucci et Loris Mazzetti
- 1984 : Non ci resta che piangere de Roberto Benigni et Massimo Troisi
- 1985 : La donna delle meraviglie de Alberto Bevilacqua
- 1985 : Casablanca, Casablanca de Francesco Nuti
- 1985 : Mamma Ebe de Carlo Lizzani
- 1985 : Pourvu que ce soit une fille (Speriamo che sia femmina) de Mario Monicelli
- 1986 : Saving Grace de Robert Milton Young
- 1987 :Aurelia, de Giorgio Molteni
- 1987 : Mes quarante premières années (I miei primi 40 anni) de Carlo Vanzina
- 1987 : Ultimo minuto de Pupi Avati
- 1988 : Minaccia d'amore de Ruggero Deodato
- 1988 : Piazza Navona - série TV - épisode 4 O Samba, de Daniele Costantini
- 1988 : Snack Bar Budapest de Tinto Brass
- 1988 : Caruso Pascoski di padre polacco de Francesco Nuti
- 1989 : Come stanno bene insieme de Vittorio Sindoni
- 1990 : Benvenuti in casa Gori de Alessandro Benvenuti
- 1991 : Zitti e mosca de Alessandro Benvenuti
- 1993 : Bonus Malus de Vito Zagarrio
- 1994 : Miracolo italiano de Enrico Oldoini
- 1994 : Dietro la pianura de Gerardo Fontana et Paolo Girelli
- 1995 - 1996 : Pazza famiglia, (1995-1996)
- 1996 : Ritorno a casa Gori de Alessandro Benvenuti
- 1996 : Albergo Roma de Ugo Chiti
- 1996 : 3 de Christian De Sica
- 1997 : Tutti giù per terrade Davide Ferrario
- 1998 : D'abord la musique... (Prima la musica, poi le parole) de Fulvio Wetzl
- 1998 : Grazie di tutto de Luca Manfredi
- 1998 : I volontari de Domenico Costanzo
- 2001 : Caruso, zero in condotta de Francesco Nuti
- 2002 : Né terra né cielo de  Giuseppe Ferlito
- 2003 : Andata e ritorno, de Alessandro Paci
- 2003 : The Accidental Detective de Vanna Paoli
- 2004 : 13dici a tavola de Enrico Oldoini
- 2005 : Mani molto pulite de  Michele Coppini
- 2006 : Napoléon (et moi) (N (Io e Napoleone)) de Paolo Virzì
- 2006 : Non ci credo de Vanna Paoli
- 2008 : Il mattino ha l'oro in bocca de Francesco Patierno
- 2008 : Non c'è più niente da fare de Emanuele Barresi
- 2009 : La banda del brasiliano de John Snellinberg
- 2011 : L'amour a ses raisons (Manuale d'amore 3) de Giovanni Veronesi
- 2012 : Ridere fino a volare de Adamo Antonacci
- 2013 : I delitti del BarLume de Eugenio Cappuccio
- 2013 : Sogni di gloria de John Snellinberg